# Півонія кримська
{{#ifeq:0|0|{{#if:|{{#if:Paeoniadaurica|[[]}}|}}}}
Піво́нія кри́мська (Paeonia daurica Andrews)  — вид рослин роду півонія (Paeonia) родини півонієвих (Paeoniaceae). Ендемічний вид Кримського півострова.

## Назва

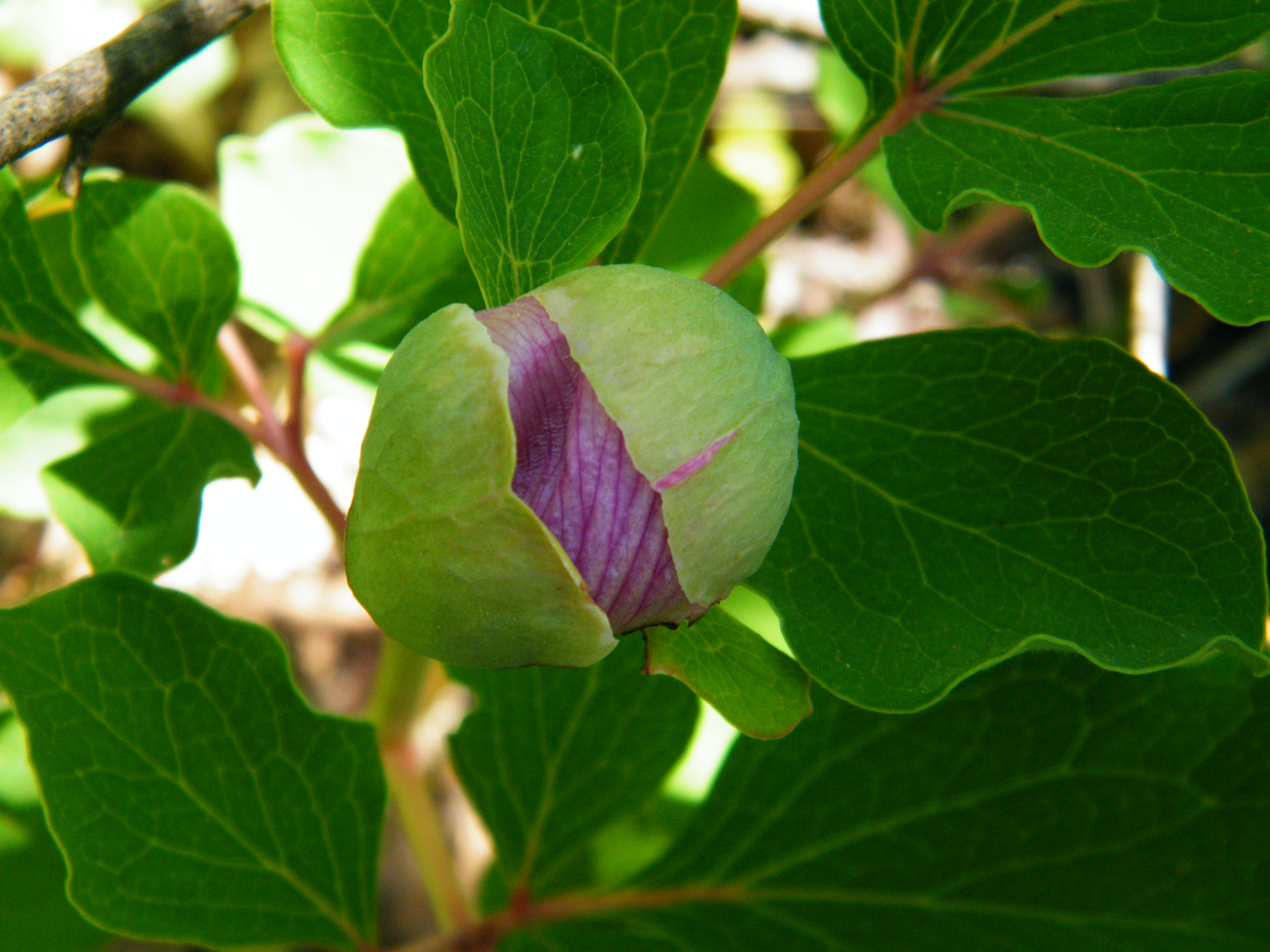
Бутон півонії кримської

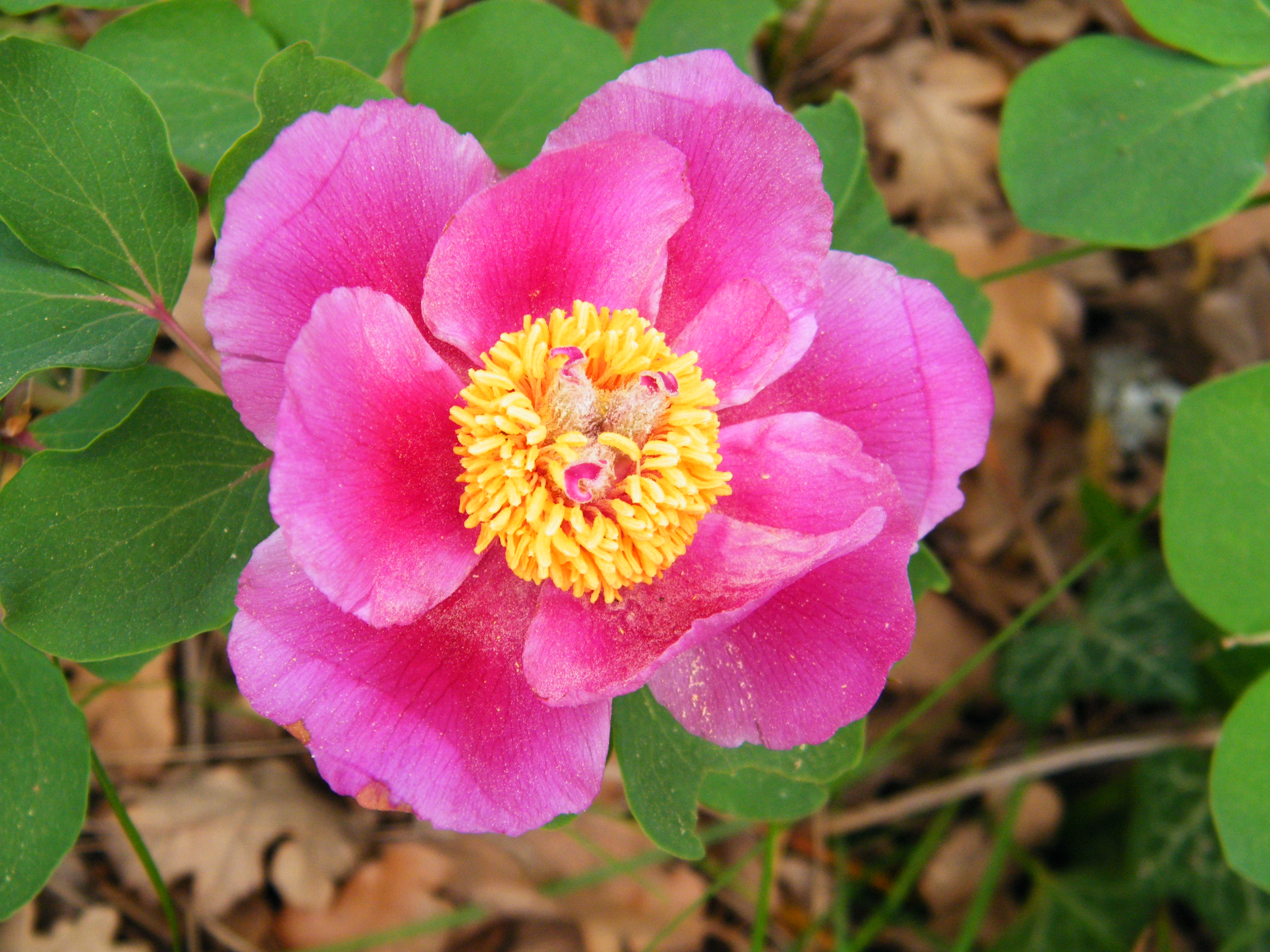
Квітка півонії кримської

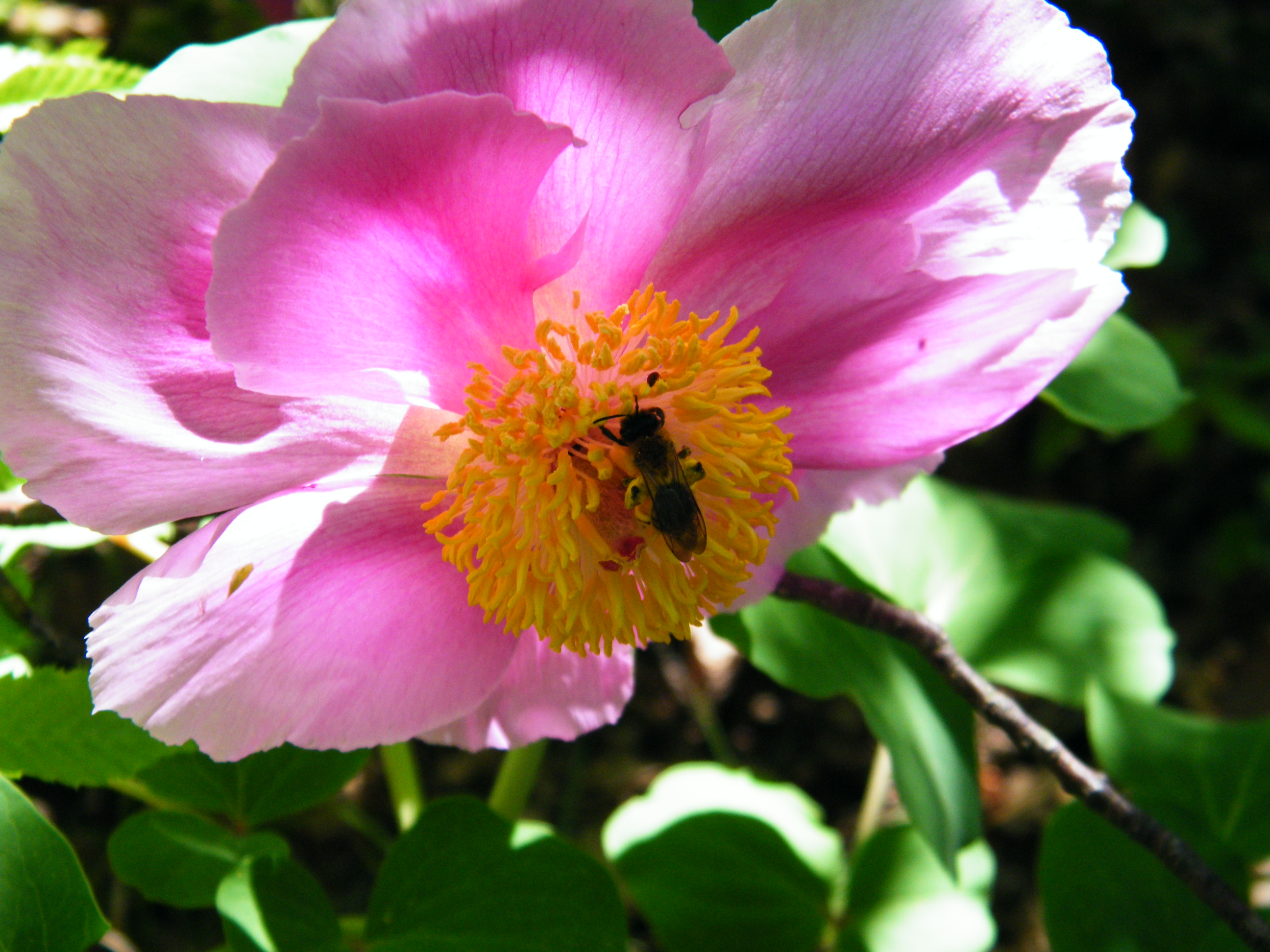
Запилення

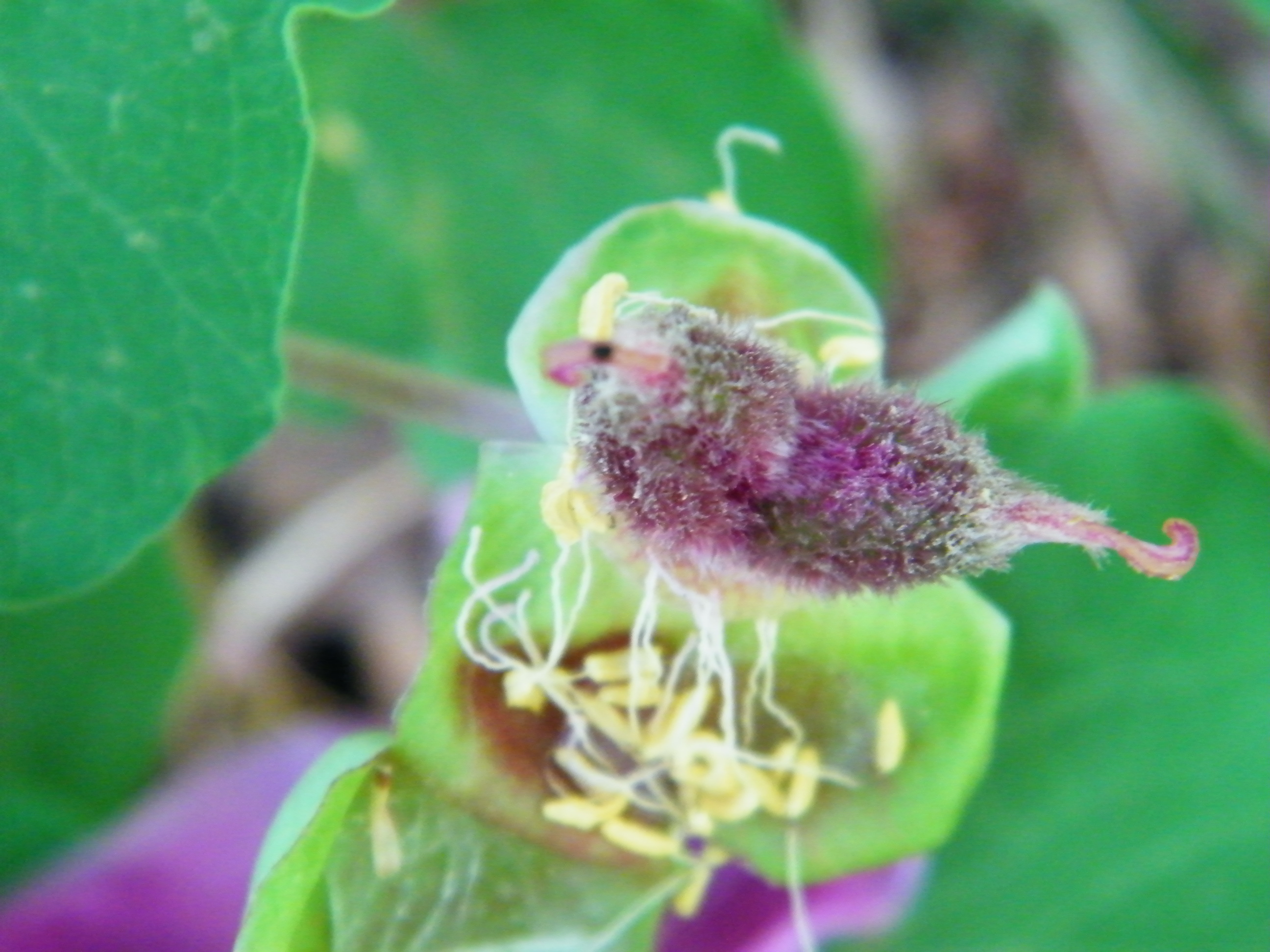
Квітка півонії кримської після цвітіння

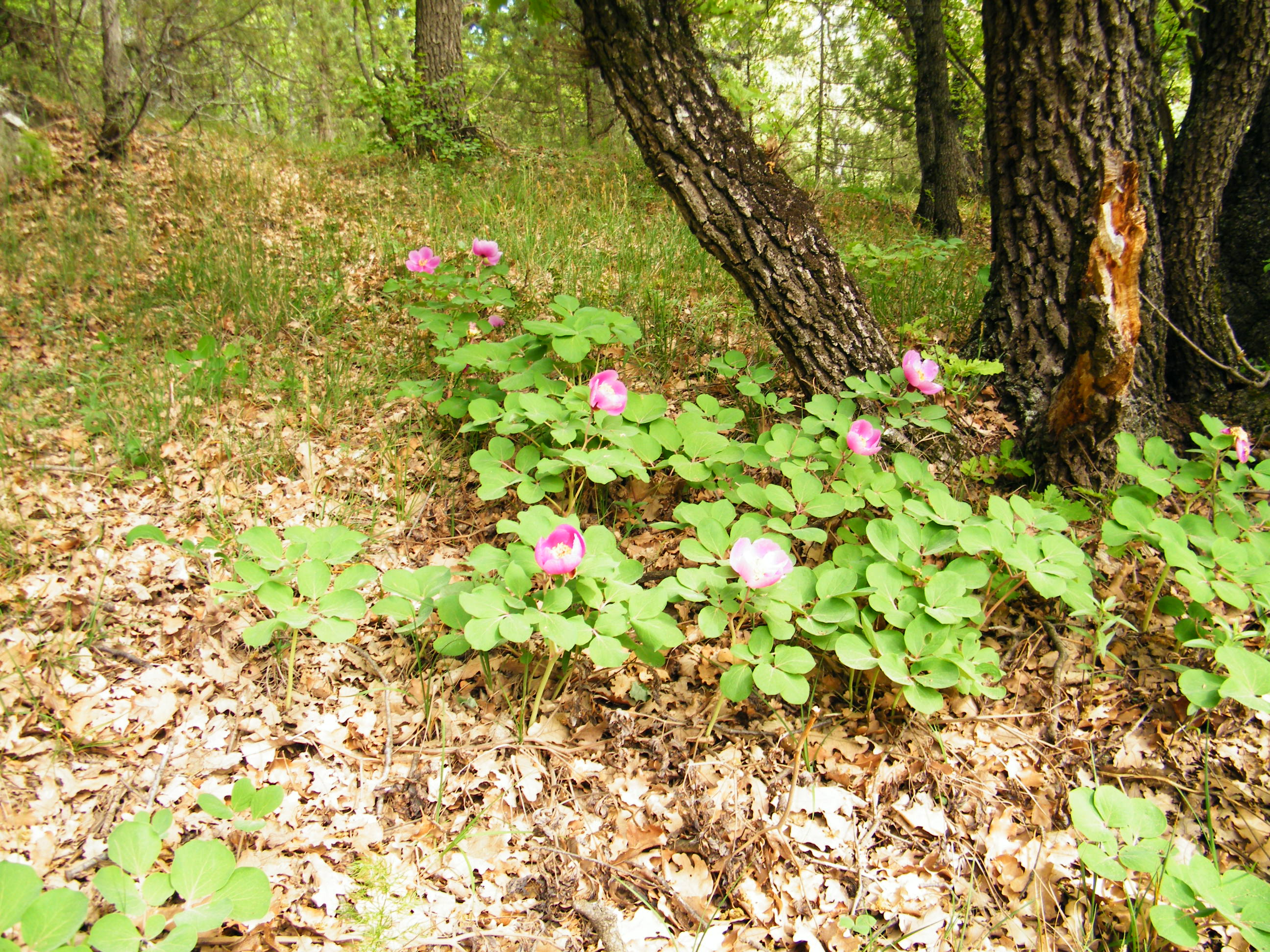
Загальний вигляд місцезростання півонії кримської в районі бухти Ласпі

Генрі Чарльз Андрюс — автор ботанічного опису цього виду припустився помилки у видовій назві. Замість букви «t» (Paeonia taurica — півонія таврійська) він написав букву «d» (Paeonia daurica). Через це цю півонію помилково називають даурською. Виправити цю помилку не дозволяє Міжнародний кодекс ботанічної номенклатури.
Кримськотатарською півонія називається «патлакъ чанакъ», тобто «розбита чашка». Пелюстки цієї квітки розташовані дуже близько одна до одної, створюючи ефект махровості: «Вона дійсно схожа на чашку, що впала на підлогу й розбилася, а друзки просто не встигли розлетітися навсібіч».

## Загальна біоморфологічна характеристика
Півонія кримська, як і більшість півоній, — трав'яниста багаторічна рослина, заввишки сягає 40 — 70 см. Має потовщені бульбоподібні корені та декілька прямостоячих, розгалужених стебел. Листки шкірясті, сизувато-зелені, двічі-трійчасті, з широкоовальними або майже заокруглими частками 2-6 см завширшки. Квітки діаметром 5-8 см — поодинокі, лілово-рожеві або червоні, блідіші до країв, з перламутровим відливом. Плід складається з 2 — 5 густоопушених листянок. Період цвітіння — у травні — червні. Плодоносить у липні — серпні. Розмножується насінням або вегетативно. Геофіт.

## Поширення
Ареал виду — Гірський Крим. Є дані про зростання півонії кримської на Кубані, де його ареал обмежений Черкеським флористичним районом. Відомий від Новоросійська до Гарячого Ключа.

## Екологія
Рослини ростуть поодинці чи невеликими групами і скупчень не утворюють. Зростає в листяних (дубових) та мішаних (сосново-дубових) гірських лісах субсередземноморського типу на бурих ґрунтах, що підстеляються вапняками. Має досить широку висотну амплітуду від нижнього до верхнього поясів гір (200–1100 м над рівнем моря), росте в помірно затінених лісах, уникає як найбільш затінених, вогких букових лісів, так і сухих, з повним освітленням місць. Мезофіт.

## Природоохоронний статус
Вразливий вид, занесений до Червоної книги України. Зменшення чисельності відбувається через інтенсивне зривання на букети, викопування для пересадки на присадибні ділянки та як лікарської сировини, вирубування лісів.
Охороняється в Ялтинському гірськолісовому, Кримському, «Мис Мартьян», Карадазькому природних заповідниках, ряді заказників та пам'яток природи Криму. Заборонено збирання та заготівля рослин, їх викопування, продаж.

## Господарське та комерційне значення
Має декоративне, лікарське, медоносне, фарбувальне значення. Використовують як селекційний матеріал. Культивують у ботанічних садах.

## Виноски
1. ↑  Дика родичка півоній. Архів оригіналу за 6 березня 2016. Процитовано 20 травня 2013.
2. ↑  Флора українського суб-Середземномор’я мовою киримли. Про проект ілюстрованого словника кримськотатарських фітонімів> NASU > News. www.nas.gov.ua (укр.). Процитовано 16 червня 2023.
3. ↑  Редкие и исчезающие растения Кубани(рос.)